# Cindy Arlette Contreras Bautista
Cindy Arlette Contreras Bautista, född 26 juni 1990 i Ayacucho, är en  peruansk advokat och kvinnorättskämpe.
Cindy Arlette Contreras Bautista utsattes för en misshandel som fångades av övervakningskameror på ett hotell i Ayacucho. Det var hennes dåvarande pojkvän som utförde misshandeln och Contreras valde att göra det hela offentligt som en del i att skipa rättvisa. Detta ledde till landsomfattande protester mot våld i nära relationer och rörelsen Not One Women Less startades. 
År 2017 tilldelades Cindy Arlette Contreras Bautista International Women of Courage Award. Samma år blev hon utsedd till en av världens mest inflytelserika människor av Time.